# Șumbar, Șumsk
Șumbar (în ucraineană Шумбар) este localitatea de reședință a comunei Șumbar din raionul Șumsk, regiunea Ternopil, Ucraina.

## Demografie
Componența lingvistică a localității Șumbar
     Ucraineană (99,76%)
     Alte limbi (0,24%)
Conform recensământului din 2001, majoritatea populației localității Șumbar era vorbitoare de ucraineană (99,76%), existând în minoritate și vorbitori de alte limbi.